# Адская гончая
А́дская го́нчая (англ. hellhound) — мифическое сверхъестественное собакообразное существо. Чаще всего адская гончая описывается как огромная чёрная, иногда с коричневыми пятнами, волк со светящимися красными или жёлтыми глазами, очень сильная и быстрая, имеющая призрачную или фантомную сущность и неприятный запах, а иногда даже способность говорить. Им часто поручено охранять вход в мир мёртвых или выполнение других обязанностей, связанных с загробным или сверхъестественным миром, таких как охота на заблудившиеся души и охрана сверхъестественных объектов.

## В фольклоре
Один из наиболее известных адских псов — это Цербер, страж Аида из греческой мифологии. Адский пёс появляется также в североевропейской мифологии и фольклоре как часть Дикой Охоты. Эти собаки имеют разные имена в местных фольклорах, но они обладают типичными характеристиками адских гончих.
Этот миф является единым для Великобритании, нося множество имён: Чёрный Шак Восточной Англии (уходит своими корнями в мифологию викингов и кельтов), Мудди Дуу на острове Мэн, Гвиллиу Уэльса и так далее. Кроме того, стоит назвать такие имена, как Гарм из скандинавской и Геката из греческой мифологии (адские псы, сторожащие перекрестки, воем предупреждали о приближении Гекаты). Самые ранние упоминания об адских псах встречаются в De nugis curialium (1190) Вальтера Мапа и валлийском цикле мифологии Четыре ветви Мабиноги (ок. X—XII веков). В фольклоре южной Мексики и Центральной Америки адский пёс носит имя Кадехо и предстаёт в виде большой чёрной собаки, которая преследует путешественников поздно ночью на сельских дорогах.
Термин распространился в американской блюзовой музыке, такой как песня Роберта Джонсона «Hellhound on my Trail».

### Баргест
Имя Баргест даётся на севере Англии, в частности в Йоркшире, легендарной чудовищной чёрной собаке с огромными когтями и клыками, хотя в некоторых частях этого региона такое же имя даётся привидению или домовому эльфу (например, в Нортамберленде и Дареме). По ночам баргесты охраняют могилы своих хозяев, и встреча с ними, согласно поверью, приносит несчастье и скорую смерть. По некоторым поверьям, эти чудовища являются предзнаменованием Дикой охоты. Другие же легенды гласят, что баргесты — воплощение божественной кары и олицетворённого возмездия.
Происхождение и написание слова баргест спорно. Ghost на севере Англии иногда произносят как guest, и имя духа выглядит как burh-ghest, то есть город-призрак. Считается также, что слово происходит от немецкого Berg-geist (горный дух) или Bär-geist (медведь-дух), что намекает на его появление в виде медведя. Есть версия и о том, что слово происходит от Bier-Geist, то есть могильный дух.

### Дип
В каталонском мифе злая чёрная лохматая собака, сосущая из людей кровь и являющаяся приспешником дьявола, называется Дип. Как и другие существа в каталонских мифах, связанные с дьяволом, Дип имеет хромоту на одну ногу. Несмотря на столь зловещую суть, Дип изображён на гербе каталонского муниципалитета Пратдип.

### Мудди Дуу
Имя Мудди Дуу в фольклоре острова Мэн носит чёрный пёс, обитающий исключительно в замке Пил. Пса описывают как «большого, ростом с телёнка, с глазами как оловянные тарелки». Чаще всего Мудди Дуу видит охрана замка, от которой и пошли первые слухи о появлении собаки-призрака.

### Церковный Грим
Церковный Грим является фигурой английского и скандинавского фольклора. Гримы являются сопутствующими духами церквей и призваны надзирать за благосостоянием конкретной церкви. Они могут появляться в виде чёрных собак или маленьких деформированных темнокожих людей.
Шведский Киркгрим отождествляется с духами животных, приносившихся в жертву ранними христианами в зданиях новых храмов. В некоторых частях Европы, включая Великобританию и Скандинавию, было принято хоронить заживо полностью чёрную собаку в северной стороне основания строящегося храма, создавая таким образом духа-хранителя, церковного грима, который будет защищать церковь от дьявола.
Образ Грима прочно обосновался в литературе. Так, в 1914 году в журнале «The Century Magazine» был опубликован рассказ Эдена Филпоттса «The Church-grim». Как предвестник беды Грим появляется в третьей книге о Гарри Поттере.

## В культуре
В более поздний период образ адской гончей получил развитие в литературе: наиболее известные образы — Грим, упоминавшийся в истории о Гарри Поттере, и Собака Баскервилей из повести о Шерлоке Холмсе. Также многократно появляется в серии книг Рика Риордана.
В компьютерных и ролевых играх этот образ является одним из наиболее популярных: адские гончие — типичный спутник разных демонических созданий. Они могут выдыхать пламя и неутомимо преследовать беглецов.
Адский пёс в некоторых источниках — это слуга демона, который является, чтобы забрать душу у человека, заключившего с этим демоном сделку.
Адские гончие упоминаются в сериалах «Сверхъестественное» и «Секретные материалы».
В Youtube-мультсериале «Аццкий босс» есть антропоморфная адская гончая по имени Лу́на. Она работает секретарём в компании «I.M.P». Другая адская гончая по имени Вортекс также появляется в 3-м эпизоде 1-го сезона, охраняя Веросику Мэйдэй.